# Фарисеји
Фарисеји су били јеврејска религијска странка из раздобља другог Храма, претходници рабинског јудаизма.
Фарисеји су се држали правила левитске чистоте и ексклузивне дружбе за столом, а ипак се нису издвојили из друштва. Њихове дружбеничке везе учвршћиване су у братствима званим хавурот. Јосиф Флавије им приписује нека специфична религиозна веровања, између осталих прихватање усменог предања као допуне Тори и веровање у вечност душе.
Током 1. века, фарисеји су били познати по својом строгом поштовању Мојсијевог закона. Јосиф Флавије такође примећује и њихову посвећеност учењу, оличену у Хилелу и Јоханану бен Закају. Мишна, Талмуд и главни танаитски извори представљају главну ризницу њихове мисли и сведочанство оживљавања јеврејског живота у првим вековима наше ере, када је фарисејски јудаизам добио свој коначни облик.
По казивањима из јеванђеља, Исус се често сукобљавао са фарисејима (види: "Тешко вама лицемери"). Ипак, јеванђеља су у томе доста једнострана, јер указују само на оне аспекте из предања о Исусу који су били од користи у споровима цркве и синагоге. Писцима јеванђеља није било у интересу да прецизно пренесу шта је Исус имао заједничко са фарисејима, с којима је вероватно био ближи но што је то у поменутим текстовима приказано.